# Francisco Conceição
Francisco „Chico“ Fernandes da Conceição (* 14. Dezember 2002 in Coimbra) ist ein portugiesischer Fußballspieler, der aktuell bei Juventus Turin unter Vertrag steht und seit 2024 portugiesischer Nationalspieler ist.
Er ist der Sohn von Sérgio Conceição, der bis zum Saisonende 2023/24 beim FC Porto sein Trainer war.

## Karriere

### Vereine
Conceição begann seine fußballerische Ausbildung in der Jugendakademie von Sporting Lissabon. 2017 wechselte er für ein Jahr zum Padroense FC und anschließend in die U17 des FC Porto. In der Saison 2019/20 bestritt er bereits mehrere Kurzeinsätze für die U19 in der Youth League. Zur Folgesaison unterschrieb er einen Vertrag mit der zweiten Mannschaft in der Segunda Liga. Am 13. September 2020 (1. Spieltag) debütierte Conceição gegen den Varzim SC von Beginn an. Am 4. Oktober 2020 (5. Spieltag) schoss er beim 2:1-Sieg über den Aufsteiger UD Vilafranquense sein erstes Tor zum 2:0. In der zweiten Mannschaft etablierte er sich als Stammkraft und gehörte auch schon zum Kader der Profis. Im Februar 2021 unterschrieb er beim FC Porto, dessen erste Mannschaft zu diesem Zeitpunkt von seinem Vater geleitet wurde, seinen ersten Profivertrag. Am 13. Februar 2021 (19. Spieltag) debütierte Conceição in der ersten Mannschaft, als er im Stadtderby gegen Boavista Porto in der 77. Minute für Wilson Manafá eingewechselt wurde. Wenige Tage später debütierte er im Achtelfinal-Hinspiel in der Champions League gegen Juventus Turin mit einer Einwechslung in der Nachspielzeit. Unter seinem Vater kam er in der Saison regelmäßig als Einwechselspieler zum Einsatz.
Im Juli 2022 verließ Conceição Portugal und wechselte zum niederländischen zum Erstligisten Ajax Amsterdam. Für die Saison 2023/24 kehrte er per Leihe zum FC Porto zurück. Im April 2024 zog der FC Porto die im Rahmen des Leihgeschäfts vereinbarte Kaufoption und verpflichtete Conceição fest.
Zur Saison 2024/25 wechselte Conceição per Leihe zum italienischen Rekordmeister Juventus Turin. Die vereinbarte Leihgebühr lag bei 7 Millionen Euro und konnte sich bei Erreichen bestimmter sportlicher Ziele auf bis zu 10 Millionen Euro erhöhen. Zur Saison 2025/26 wurde er schließlich für 30,4 Millionen Euro fest verpflichtet und mit einem Vertrag bis zum 30. Juni 2030 ausgestattet.

### Nationalmannschaft
Conceição spielte für die Nachwuchsnationalmannschaften des FPF in den Altersklassen U16 bis U18. Am 25. März 2021 debütierte er unter Rui Jorge im Rahmen der Gruppenphase der U21-EM 2021 durch Einwechslung für Francisco Trincão gegen Kroatien für die U21-Nationalmannschaft Portugals. Im letzten Gruppenspiel traf er drei Minuten nach seiner Einwechslung zum 3:0-Endstand gegen die Schweiz das erste Mal in der U21. Nach zwei Toren in fünf Turniereinsätzen wurde Conceição mit seiner Mannschaft Vize-Europameister.
Seinen Debüteinsatz für die portugiesische A-Nationalmannschaft absolvierte Conceição unter Roberto Martínez am 26. März 2024 bei der 0:2-Niederlage im Freundschaftsspiel gegen die Auswahl Sloweniens. Hier wurde er zur zweiten Halbzeit für Otávio eingewechselt. Sein erstes Tor erzielte er bei seinem dritten Einsatz zum 2:1-Sieg gegen Tschechien im ersten Gruppenspiel der Europameisterschaft 2024.

## Titel
Vereine
- Portugiesischer Meister: 2022 (FC Porto)
- Portugiesischer Pokalsieger (2): 2022, 2024 (beide FC Porto)

Nationalmannschaft
- UEFA-Nations-League-Sieger: 2025